# 美術バトン
美術バトン（びじゅつバトン）は、ホール・劇場などに舞台機構として設置されているバトンのうち、主に各種の幕類や看板、舞台美術のセットなどを吊るして使用するバトンである。｢鉄管｣ともいう。 
一般的な構造は鋼鉄製のパイプ状のもので、強度を持たせるために上下に二本のパイプを配して繋げた｢トラスバトン｣などがある。
また、舞台照明用のサスバトンが不足したり、サスバトンでは任意の位置に照明器具＝灯体を吊れない際には、舞台面のコンセントなどから照明回路をコードで立ち上げ、サスバトン代わりに使用されることも多い。